# Цапатах
Цапатах (вірм. Ծափաթաղ) — село в марзі Гегаркунік, на сході Вірменії. Село розташоване біля східного узбережжя озера Севан на трасі Єреван — Севан — Шоржа — Варденіс та на залізничній лінії Єреван — Раздан — Сотк. Село розташоване на відстані 41 км на північний захід від міста Варденіс, 34 км на південний схід від міста Чамбарак, за 8 км на південь від села Джіл та 10 км на північний захід від села Гегамасар.